# Oshumare
Oshumare (connu sous le nom d'Ochumaré ou Oxumaré en Amérique latine) est un Orisha,,,. Osumare est l'esprit de l'arc-en-ciel, et Osumare signifie également arc-en-ciel dans la langue yoruba.